# Jens Roselt
Jens Roselt (* 1968 in Wildeshausen, Deutschland) ist ein deutscher Theaterwissenschaftler, Dramatiker und Hochschullehrer.
Roselt ist Professor für Theorie und Praxis des Theaters an der Universität Hildesheim und leitet dort das Institut für Medien, Theater und Popkultur.

## Leben
Von 1989 bis 1994 studierte Roselt Angewandte Theaterwissenschaften an der Justus-Liebig-Universität Gießen und wurde 1998 mit der Dissertation Die Ironie im Theater promoviert. Es folgten weitere wissenschaftliche Publikationen in Form von Büchern und Aufsätzen.
Erste Bekanntheit als Bühnenautor erlangte Roselt 1995 durch die Uraufführung seines Stücks Trüffel am Theater Oberhausen unter der Regie von Peter Seuwen. Im Jahr darauf folgte die Uraufführung seines Stücks Dollmatch am Staatstheater Mainz. Von 1999 bis 2001 arbeitete Roselt sowohl als Wissenschaftlicher Mitarbeiter im Sonderforschungsbereich Kulturen des Performativen an der Freien Universität Berlin als auch von 2000 bis 2001 als Hausautor am Staatstheater Stuttgart. An der Freien Universität Berlin folgte von 2001 bis 2008 eine Anstellung als Wissenschaftlicher Assistent am dortigen Institut für Theaterwissenschaft und 2007 die Habilitation.
Seit 2008 ist Roselt Professor für Theorie und Praxis des Theaters an der Universität Hildesheim. Seine Forschungsschwerpunkte liegen im Bereich der Ästhetik des zeitgenössischen Theaters und der Performancekunst, der Geschichte und Theorie der Schauspielkunst und der Regie sowie der Methode der Aufführungsanalyse.
Jens Roselt lebt in Berlin.

## Theaterstücke (Auswahl)
- Trüffel (Uraufführung 1995: Theater Oberhausen)
- Dollmatch (Uraufführung 1996: Staatstheater Mainz)
- Handicap (Uraufführung 2002: Bühnen der Stadt Köln)
- Dreier (Uraufführung 2002: Staatstheater Stuttgart)
- Desperados (2000)
- Body Snacks (2004)

Bühnenfassungen und Übersetzungen
- 2001: Bühnenfassung des Romans Erniedrigte und Beleidigte von Dostojewski für Wiener Festwochen (Regie: Frank Castorf)
- 2004: Bühnenfassung des Romans Rauch von Turgenew für das Theater Baden-Baden
- 2007: Übersetzung von The Tempest von Shakespeare für Münchner Kammerspiele (Regie: Stefan Pucher)
- 2008: Übersetzung von The Merchant of Venice von Shakespeare für Schauspielhaus Zürich (Regie: Stefan Pucher)

## Auszeichnungen
- 1996: Gerhart-Hauptmann-Preis für Trüffel

## Publikationen (Auswahl)
1. Kunst der Aufführung – Aufführung der Kunst, hrsg. mit Erika Fischer-Lichte und Clemens Risi. Berlin: Theater der Zeit (Recherchen 18) 2004.
2. Chaos und Konzept. Proben und Probieren im Theater, hrsg. mit Melanie Hinz. Berlin: Alexander Verlag 2011.
3. Theater als Zeitmaschine. Zur performativen Praxis des Reenactments. Theater- und kulturwissenschaftliche Perspektiven, hrsg. mit Ulf Otto. Bielefeld: transcript Verlag 2012.
4. Regie Theorien. Regie im Theater. Geschichte-Theorie-Praxis, hrsg. und mit einer Einführung von Jens Roselt. Berlin: Alexander Verlag 2014.
5. Auftritte. Strategien des In-Erscheinung-Tretens in den Künsten und Medien, hrsg. mit Annemarie Matzke und Ulf Otto. Bielefeld: transcript Verlag 2015.
6. De-/Professionalisierung in den Künsten und Medien. Formen, Figuren und Verfahren einer Kultur des Selbermachens, hrsg. mit Stefan Krankenhagen. Berlin: Kadmos 2018